# Бегерія

Бегерії (окру́ги) Каталонії у 1936—1939 р.р.
I - Барселона
II - Жирона
III - Таррагона
IV - Реус
V - Туртоза
VI - Бік
VII - Манреза
VIII - Льєйда
IX - Тремп

Останні пропозиції щодо адміністративного поділу Каталонії — 9 бегерій (окру́г):
І - Барселона
ІІ - Жирона
III - Камп-да-Таррагона
IV - Центральна Каталонія
V - Західна
VI - Ебрська
VII - Ал-Пірінеу і Баль-д'Аран
VIII - Панадес (історичний)
IX - Ал-Тер

Бегері́я (від лат. vicarius; кат. Vegueria, МФА: [bəɣəˈɾi.ə]) — історична адміністративна одиниця третього рівня (муніципалітети — райони (кумарки) — бегерії — країна) у Каталонії та кількох інших країнах. За розмірами дещо менша сучасної адміністративної одиниці третього рівня Іспанії провінції. У історичній Каталонії бегерії існували з XIII до XVIII ст., у 1716 р. Декретами Нуева Планта скасовані на території Південної Каталонії, у 1790-х роках на території Північної Каталонії після Французької революції.
У 1931 р. Жанаралітат сформував комісію для створення нової політико-адміністративної системи Каталонії. У 1933 р. реформа щодо нового адміністративного устрою Каталонії була втілена у життя. Каталонію було поділено на 38 районів (кумарок) та 9 бегерій.
У 1995 р. Загальним територіальним планом Каталонії було передбачено створення регіональниїх структур, які мають називатися «а́мбіт функсіуна́л таррітуріа́л» (українською можна перекласти як «територія») (кат. àmbit funcional territorial): (1) столична територія Барселона (кат. àmbit metropolità), (2) територія Камп-да-Таррагона, (3) територія Центральні Райони, (4) Західна територія, (5) територія Жирона, (6) територія Ал-Пірінеу і Баль-д'Аран та (7) територія Ебра.
У 2001 р. була зроблена та опублікована т. зв. «Доповідь Роки» (кат. Informe Roca) з пропозиціями поділу Каталонії на 6 бегерій.
У 2004 р. було повідомлено, що Комісія з територіальної організації Каталонії (кат. Comissió d'Organització Territorial) пропонує 7 бегерій. Зрештою, після дискусій, зараз йдеться про 7, 9 або 10 бегерій. Також висловлено пропозицію, щоб район (кумарка) Баль-д'Аран не входив до жодної бегерії і являв собою окрему адміністративну одиницю вищого рівня.
Потрібно звернути увагу, що адміністративний поділ Каталонії не збігатиметься з поділом інших іспанських автономних провінцій.
На території Каталонії створено 9 бегерій.

## Останні пропозиції щодо поділу Каталонії на бегерії
Основні бегерії: Бегерія Барселона (або Столична) : Ал-Панадес, Бальєс-Уксідантал, Бальєс-Уріантал, Барсалунес, Баш-Льобрагат, Гарраф, Маресма.
Бегерія Камп-да-Таррагона : Ал-Камп, Баш-Камп, Баш-Панадес, Конка-да-Барбара, Таррагунес.

Бегерія Центральна Каталонія : Анойя, Бажас, Баргаза, Ріпулєс, Сулсунес, Узона.

Бегерія Жирона : Алт-Ампурда, Баш-Ампурда, Гарроча, Жирунес, Пла-да-л'Астань, Селба.

Західна бегерія (або Льєйда) : Гаррігас, Нугера, Пла-д'Уржель, Пріурат, Сагарра, Сагрія, Уржель.

Ебрська бегерія : Баш-Ебра, Монсіа, Рібера-д'Ебра, Терра-Алта.

Бегерія Ал-Пірінеу і Баль-д'Аран : Алт-Уржель, Алта-Рібагорса, Баль-д'Аран, Башя-Сарданья, Паляс-Жуса, Паляс-Субіра.
Основна бегерія або підбегерія Західної бегерії: Підбегерія Ал-Пірінеу і Баль-д'Аран : Алт-Уржель, Алта-Рібагорса, Баль-д'Аран, Башя-Сарданья, Паляс-Жуса, Паляс-Субіра.
Додаткові бегерії (пропозиція): Бегерія Панадес (або Історичний Панадес) : Ал-Панадес, Анойя, Баш-Панадес, Гарраф.

Бегерія Баль-д'Аран : Баль-д'Аран.

Бегерія Ал-Тер : Ріпулєс, Узона, іноді включається Гарроча.

## Пропозиції щодо територіального поділу Каталонії

Муніципалітети Каталонії у 2001 р.
Пропозиція "Доповіді Роки" 2001 р. щодо поділу території на 6 бегерій
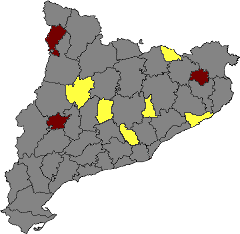
Запропоновані зміни щодо меж районів (кумарок), утворення нових районів відповідно до "Доповіді Роки"
Сучасний поділ Каталонії на 4 провінції